# Sansón (Händel)
Samson (HWV 57) es un oratorio de Georg Friedrich Händel, basado en un libreto de Newburgh Hamilton, basado en Samson Agonistes, de John Milton, basado a su vez en Sansón, personaje del capítulo 16 del Libro de los Jueces. Samson se considera uno de los mejores trabajos dramáticos de Händel.
El estreno se realizó con gran éxito en el Covent Garden de Londres el 18 de febrero de 1743, y se realizaron un total de siete representaciones en su primera temporada, el mayor número en una misma temporada de cualquiera de sus oratorios. Sansón retuvo su popularidad durante la vida de Händel y nunca ha caído totalmente en el olvido desde entonces. Las conocidas arias Let the bright Seraphim (para soprano) y Total eclipse (para tenor) a menudo se interpretan por separado en concierto.
Sansón suele representarse como un oratorio en forma de concierto, pero en ocasiones también se ha planeado como ópera.

## Dramatis personae
- Sansón (tenor)
- Dalila, mujer de Sansón (soprano)
- Micah, amigo de Sansón (contralto)
- Manoah, padre de Sansón (bajo)
- Harapha, un Gigante (bajo)
- Mujer filistea, ayudante de Dalila (soprano)
- Mujer israelita (soprano)
- Filisteo (tenor)
- Hombre israelita (tenor)
- Mensajero (tenor)
- Coro de israelitas
- Coro de filisteos
- Coro de vírgenes